# 中康次
中 康次（なか こうじ、1948年6月26日 - 2015年12月19日）は、日本の俳優。旧芸名は中 康治（読み同一）、中 孝舟（）。本名は福中 康治。
京都府京都市出身。京都府立嵯峨野高等学校卒業。

## 来歴・人物
高校時代に父が病死し、高校卒業直後に上京。ファッションモデル、CMモデルの仕事をしながら生計を立てていた。
1979年、映画『戦国自衛隊』では上杉と武田の争う真っ只中にタイムスリップする自衛隊員を演じ、191cmの長身と甘いマスクで正統派の二枚目として注目を集めた。以後、『柳生あばれ旅』（テレビ朝日）、『宮本武蔵』（NHK）、『スケバン刑事』（フジテレビ）などのテレビドラマで活躍。
1986年の東京宝塚劇場『三味線お千代』で初舞台を踏んでからは、多くの舞台にも出演した。1993年、東映のスーパー戦隊シリーズ『五星戦隊ダイレンジャー』（テレビ朝日）でチームの指揮官である、道士・嘉挧（）役でレギュラー出演。晩年は、所属事務所の付属養成所である「スタジオ191」にて後進の育成を主な活動とした。
特技は、空手、殺陣。
2015年12月19日、直腸がんのため死去。67歳没。
『戦国自衛隊』で共演した速水亮・錦野旦・高橋研・清水昭博とは一緒に食事をしたり、遊びに行く仲の親友だった。
『ダイレンジャー』の共演陣は、中を素晴らしい人物だと評しており、芝居が上手くいかないときは、撮影後の食事でアドバイスを受けるなどしていたという。

## 出演

### テレビドラマ
- 太陽にほえろ!（NTV）
  - 第300話「男たちの詩」（1978年） - 鑑識課員 ※福中康治名義
  - 第688話「ホノルル・大誘拐」・第689話「キラウェア・大追跡」（1986年） - ジョン・K・タチハラ / 城野洋一郎（1人2役）
- 姿三四郎（1978年 - 1979年） - 津久井譲介
- ザ・スーパーガール 第15話「高校生売春 決死の潜入捜査」（1979年、12CH） - 林刑事
- 俺たちは天使だ!（1979年、NTV） - 館野康次
- 木曜ゴールデンドラマ / この命に愛を!（1980年、YTV）
- 土曜ワイド劇場（ANB）
  - 怨霊! あざ笑う人形（1980年）
  - 軽井沢、夏の危険地帯（1982年）
- ミラクルガール 第19話「地上最強の美女対必殺邪拳」（1980年、12ch / 東映）- 警視庁特捜部・風間刑事
- 柳生あばれ旅（1980年 - 1981年、ANB） - 荒木又右衛門
- 新・必殺仕舞人 第1話「草津湯煙血の煙」（1982年、ABC / 松竹） - 六助
- 宮本武蔵（1984年 - 1985年、NHK） - 佐々木小次郎
- 父さんお帰りなさい（1984年、TBS）
- 長七郎江戸日記スペシャル 怨霊見参! 長七郎、弟と対決（1985年、NTV） - 松平平九郎
- 特捜最前線（ANB）
  - 第407話「幻の女・霧のベルギー失踪事件!」・第408話「幻の女II・妻という名の青い鳥!」（1985年） - 中井孝男
  - 第506話「橘警部・父と子の十字架」〜第508話「神代警視正・愛と希望の十字架」（1987年） - 新宿東署巡査・上岡実郎
- スケバン刑事（1985年、CX） - 神恭一郎
- 年末時代劇スペシャル（NTV）
  - 白虎隊（1986年） - 佐々木只三郎
  - 田原坂（1987年） - 樺山資紀
  - 奇兵隊（1989年） - 河田佐久馬
  - 勝海舟（1990年） - 鈴木文治郎
  - 鶴姫伝奇 -興亡瀬戸内水軍-（1993年） - 陶隆時
- 太閤記（1987年、TBS） - 前田利家
- 大河ドラマ / 春日局（1989年、NHK） - 加藤清正
- ゴリラ・警視庁捜査第8班 第25話「悲しい街角」（1989年、ANB）
- 燃えよ剣（1990年、TX） - 七里研之助
- 参上! 天空剣士（1990年、TX） - 式田弥門
- 連続テレビ小説 / 凛凛と（1990年、NHK）
- 鬼平犯科帳スペシャル 「雲竜剣」（1990年、CX） - 堀本虎太郎
- 幕府お耳役檜十三郎 第10話「恋におちたら地獄ゆき」（1991年、TX）
- 五星戦隊ダイレンジャー（1993年 - 1994年、ANB） - 道士嘉挧
- 月曜ドラマスペシャル / 浅見光彦シリーズ 高千穂伝説殺人事件（1994年、TBS）
- 江戸の用心棒 第26話「千両箱が消えていく」（1995年、NTV） - 唐沢半兵衛
- ひらり又四郎危機一髪!（1995年、NTV） - 田沼左京亮
- 暴れん坊将軍VII 第2話「江戸怪奇吉宗魔界を斬る!」（1996年、ANB） - 堀尾勘兵衛
- 仮面ライダー555（2003年 - 2004年、ANB） - 花形

### 映画
- 新宿酔いどれ番地 人斬り鉄（1977年、東映） - 尾形
- 戦国自衛隊（1979年、角川映画） - 三村泰介
- 彼のオートバイ、彼女の島（1986年、東宝） - 沼瀬
- 19 ナインティーン（1987年、東宝） - ゼブラ
- レディ! レディ Ready! Lady（1989年、アルゴ・プロジェクト）
- 押忍!!空手部（1990年、松竹） - 神雷功
- 咬みつきたい（1991年、東宝） - 黒田
- 劇場版 五星戦隊ダイレンジャー（1993年、東映） - 道士嘉挧
- 幻（2004年、MIRAI） - 小夜の父
- 約束の地に咲く花（2006年、MIRAI） - 吉良
- ハケンジコウ（2007年、ウィズ） - 五十嵐警部

### CM
- 資生堂  スプレンス・シフォネット（1976年）
- 大阪ガス ガスファンヒーターエアコン（1984年）[7]

### オリジナルビデオ
- ジゴロ・コップ 六本木・赤坂・美少年倶楽部（1991年、ジャパンホームビデオ）
- 暴力列島 ダーティマネージャック（1992年、東映ビデオ）
- M:M - 7 Mission Miss Seven（2000年、徳間ジャパンコミュニケーションズ）
- 忍者姉妹マスク・ザ・シャドウ（2002年、パイオニアLDC） - 風太郎

### 舞台
- 三味線お千代（1986年、東宝）
- アルジャーノンに花束を（1987年、紀伊國屋ホール）
- 鹿鳴館（1987年、梅田コマ劇場） - 久雄
- ハムレット（1990年、日生劇場） - フォーティンプラス
- バッファローの月（1997年、ひょうご舞台芸術第13回公演）

## 音楽
- 本牧Lonely Night / 黄昏貴族（1986年、クラウンレコード）